# رعثنون

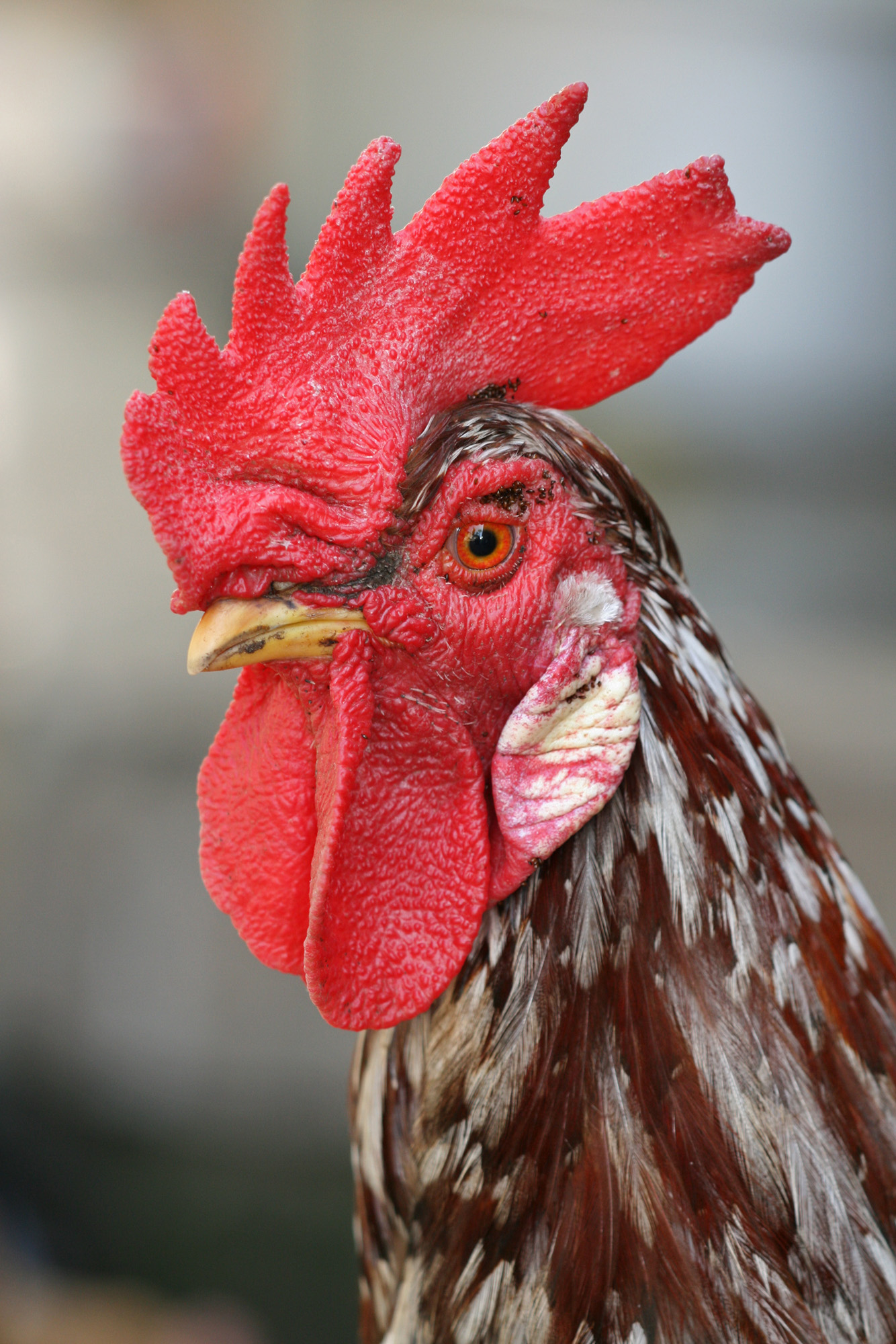
رعثنون ديك تتدلى من الحلق

الرُّعْثَنُون أو الغَبَب أو اللُّغْد أو دلايات هو زائدة لحمية مسترقة تشبه الزنمة تكون تحت شدق الديك، وهم رعثنونتان. غالبًا ما يكون الرُّعْثَنُون عضو يميز الذكر عن الأنثى. ينتصب الرعثنون عند بعض الطيور وقد يكون له غطاء من الريش.

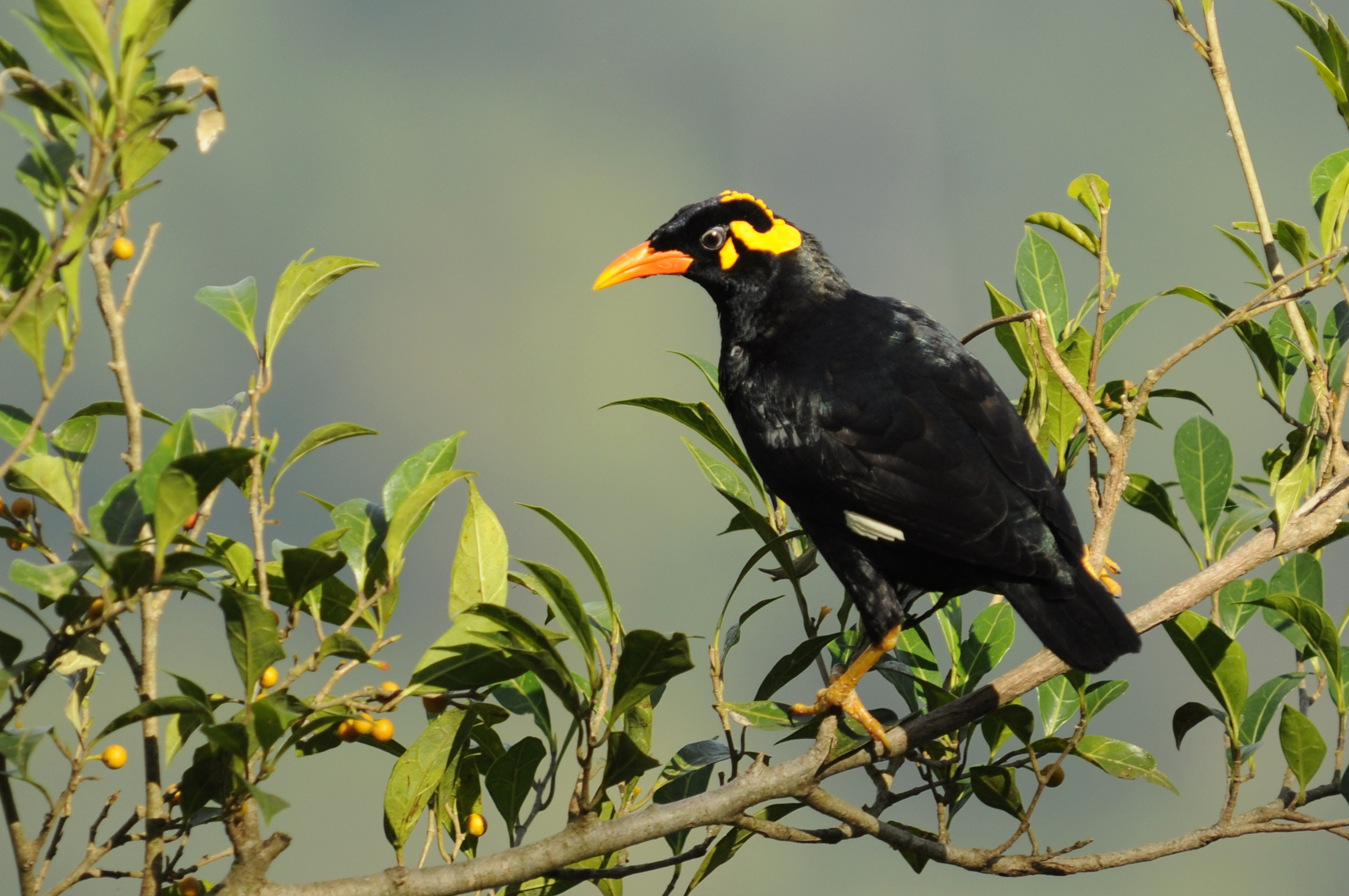
رعثنون صفر اللون

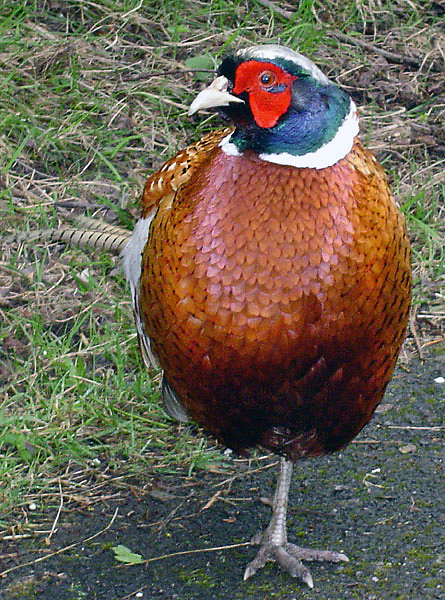
تدرج مألوف مع رعثنونان أحمران زاهيان
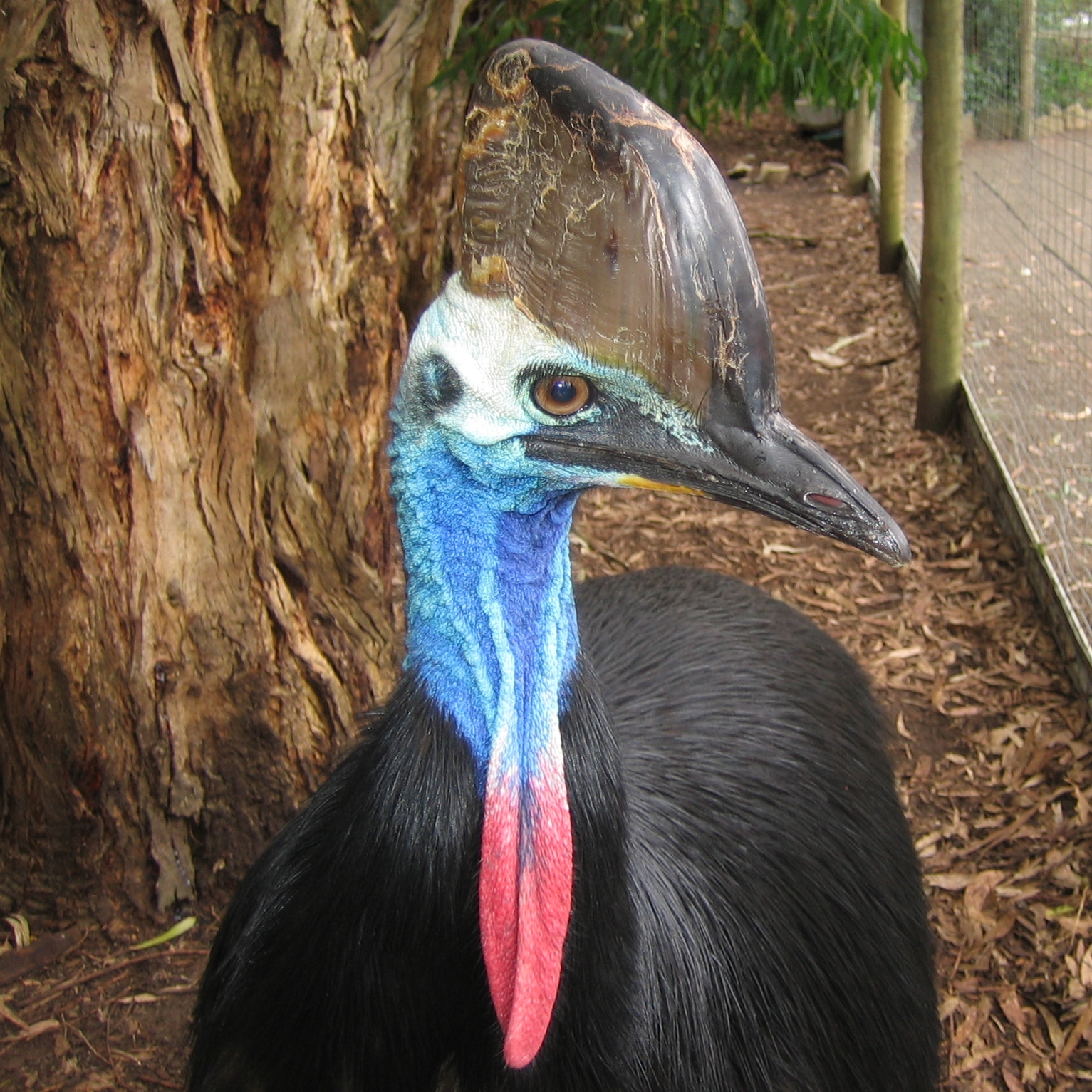
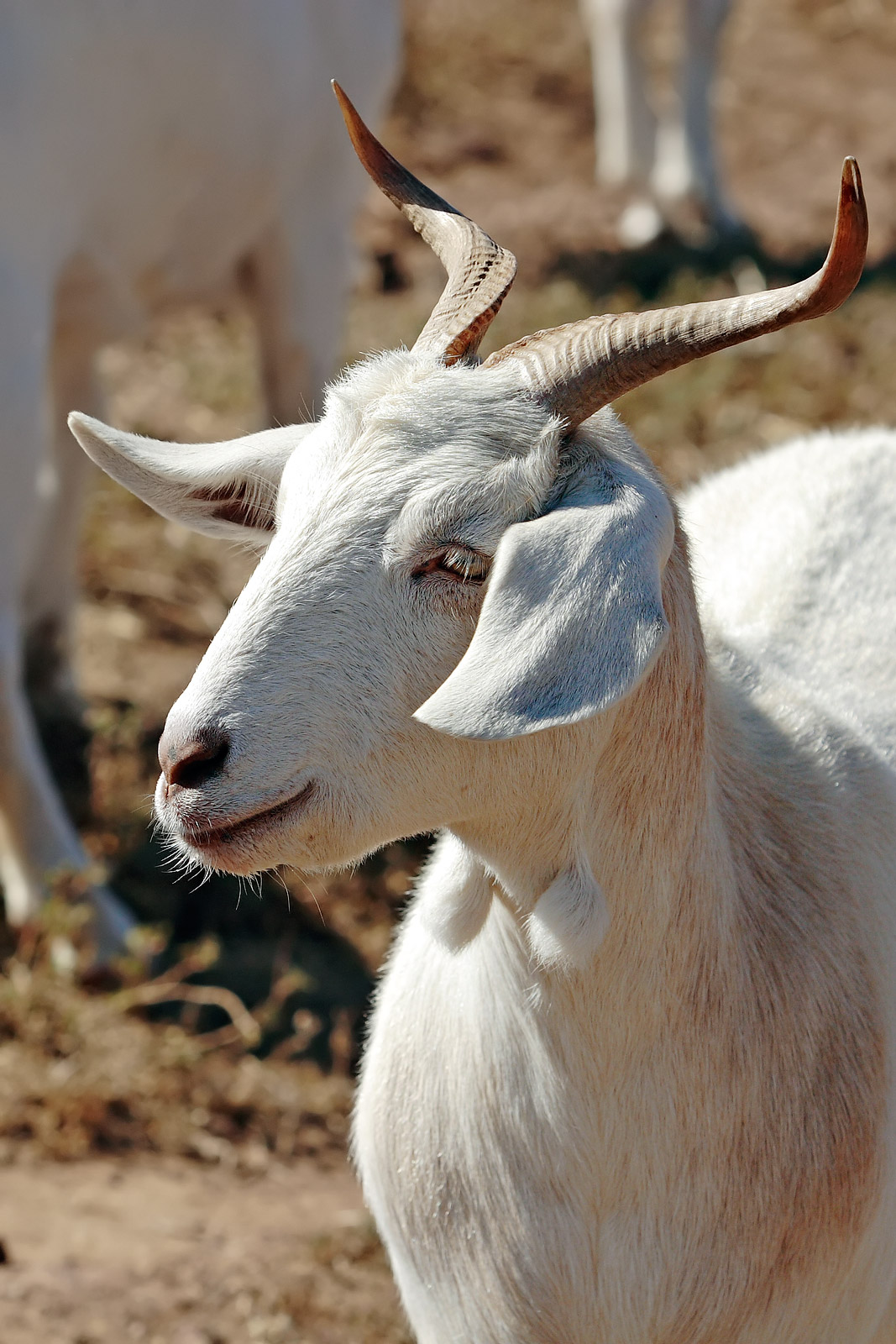
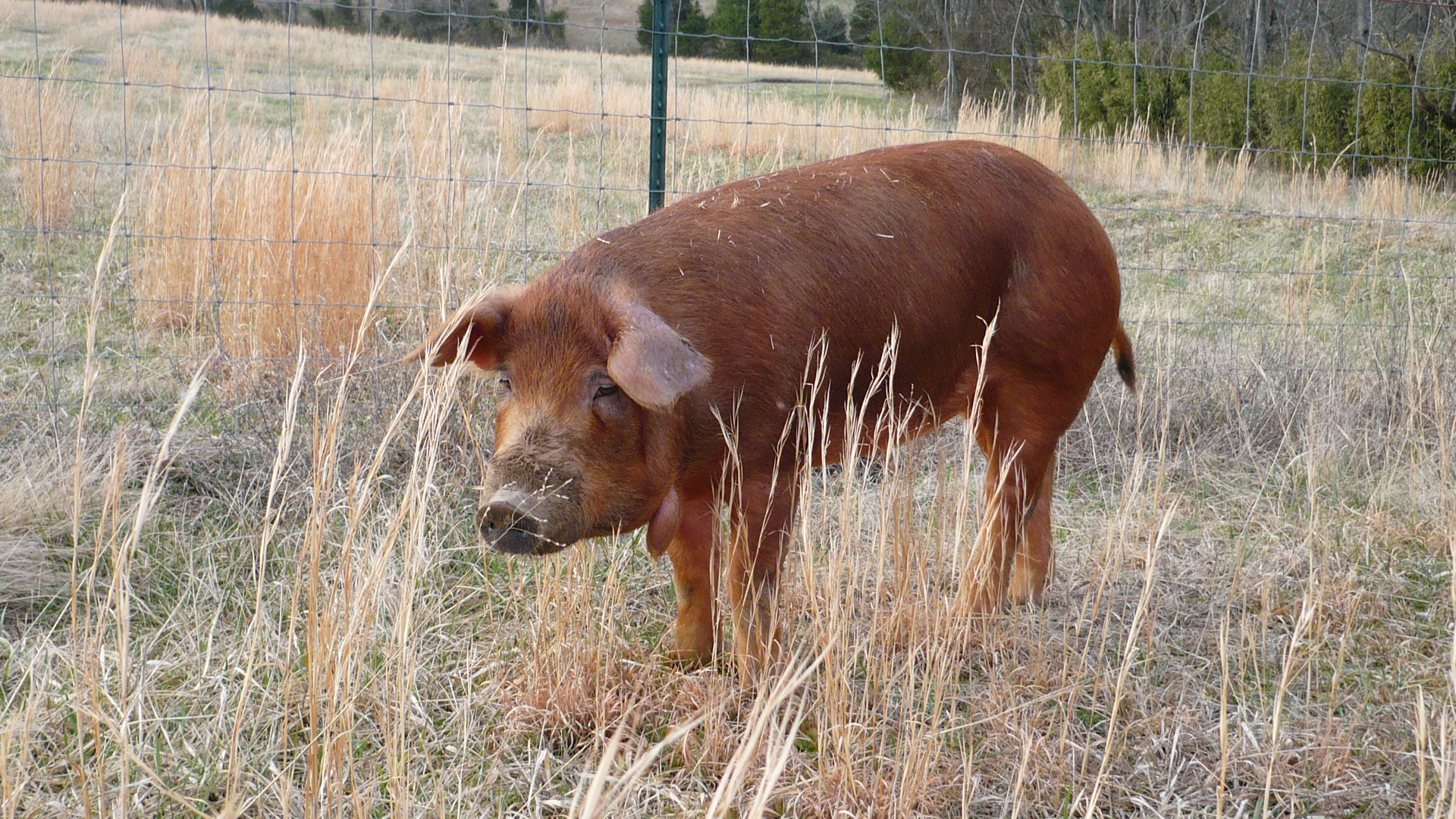